# Região Geográfica Imediata de Juiz de Fora

Região Geográfica Imediata de Juiz de Fora.

A Região Geográfica Imediata de Juiz de Fora é uma das 70 regiões imediatas do Estado de Minas Gerais, uma das 10 regiões imediatas que compõem a Região Geográfica Intermediária de Juiz de Fora e uma das 509 regiões imediatas do Brasil, criadas pelo IBGE em 2017.
É composta por 29 municípios, tendo uma população estimada pelo IBGE para 1.º de julho de 2017, de 740 410 habitantes e uma área total de 9 680,983 km².

## Municípios
No total, 29 municípios:
- Andrelândia
- Aracitaba
- Arantina
- Belmiro Braga
- Bias Fortes
- Bocaina de Minas
- Bom Jardim de Minas
- Chácara
- Chiador
- Coronel Pacheco
- Ewbank da Câmara
- Goianá
- Juiz de Fora
- Liberdade
- Lima Duarte
- Matias Barbosa
- Olaria
- Oliveira Fortes
- Paiva
- Passa Vinte
- Pedro Teixeira
- Piau
- Rio Novo
- Rio Preto
- Santa Bárbara do Monte Verde
- Santa Rita de Jacutinga
- Santana do Deserto
- Santos Dumont
- Simão Pereira